# Baroninho
Edílson Guimarães Baroni, mais conhecido como Baroninho (Bauru, 18 de janeiro de 1958), é um ex-futebolista e treinador brasileiro. Como jogador, Baroni atuava como atacante e teve passagens destacadas pelo Noroeste, Palmeiras, entre 1979 e 1981 e entre 1982 e 1983, e Flamengo, onde conquistou a Copa Libertadores da América de 1981 e a Copa Europeia/Sul-Americana de 1981. Hoje, Baroninho é o técnico do XV  de Jaú. Professor Baroni levou o Galo da Comarca às semis do Paulistão da Segunda Divisão e só foi eliminado pois caiu para a pequena equipe do Desportivo Brasil.

## Carreira

### Como jogador
Ponta-esquerda conhecido pelo fortíssimo chute, Baroninho começou no Noroeste, em 1973. Depois, realizou um grande sonho da sua vida: jogar pelo Palmeiras, seu time do coração, em 1978. Já em 1981, foi emprestado para o Flamengo. Foi titular na maior parte daquele ano, mas perdeu espaço no time com a ascensão meteórica de Lico que entrou bem na reta final da temporada, cumprindo importante papel tático. Pelo Rubro-Negro, conquistou a Copa Intercontinental, a Copa Libertadores da América, o Campeonato Carioca, a Taça Guanabara, o Torneio Internacional de Nápoles e também a Copa Punta Del Este. Retornou ao Palmeiras em 1982.

### Como treinador
Como treinador, comandou as categorias de base do Santo André entre 2007 e 2009. Em 2015, voltou ao Santo André para comandar a equipe Sub-20 no Campeonato Paulista da categoria. Em 2016 assumiu a equipe do XV de Jaú que voltava de licenciamento , levou a equipe até as semifinais do Campeonato Paulista Segunda Divisão .

## Vida pessoal
Edílson Baroni é sogro de Cristian, volante que atualmente joga pelo Juventus-SP.

## Estatísticas
Até 2 dezembro de 1981.

### Como jogador

#### Clubes
| Clube             | Temporada         | Campeonato nacional | Campeonato nacional | Campeonato nacional | Copa nacional[a] | Copa nacional[a] | Copa nacional[a] | Competições continentais[b] | Competições continentais[b] | Competições continentais[b] | Outros torneios[c] | Outros torneios[c] | Outros torneios[c] | Total | Total | Total   |
| Clube             | Temporada         | Jogos               | Gols                | Assist.             | Jogos            | Gols             | Assist.          | Jogos                       | Gols                        | Assist.                     | Jogos              | Gols               | Assist.            | Jogos | Gols  | Assist. |
| ----------------- | ----------------- | ------------------- | ------------------- | ------------------- | ---------------- | ---------------- | ---------------- | --------------------------- | --------------------------- | --------------------------- | ------------------ | ------------------ | ------------------ | ----- | ----- | ------- |
| Flamengo          | 1981              | —                   | —                   | —                   | —                | —                | —                | 13                          | 3                           | 2                           | 37                 | 6                  | 0                  | 50    | 9     | 2       |
| Flamengo          | Total             | 0                   | 0                   | 0                   | 0                | 0                | 0                | 13                          | 3                           | 2                           | 37                 | 6                  | 0                  | 50    | 9     | 2       |
| Total na carreira | Total na carreira | 0                   | 0                   | 0                   | 0                | 0                | 0                | 13                          | 3                           | 2                           | 37                 | 6                  | 0                  | 50    | 9     | 2       |

- a. ^ Jogos da Copa do Brasil
- b. ^ Jogos da Copa Libertadores da América
- c. ^ Jogos da Torneio Triangular João Havelange, Copa Punta Del Este, Campeonato Carioca e Torneio Internacional de Nápoles

|          | Data                   | Local                                    | Resultado | Adversário        | Gols | Assist. | Competição                           |
| -------- | ---------------------- | ---------------------------------------- | --------- | ----------------- | ---- | ------- | ------------------------------------ |
| Flamengo |                        |                                          |           |                   |      |         |                                      |
|          | 3 de julho de 1981     | Mineirão, Belo Horizonte, Brasil         | 2–2       | Atlético Mineiro  | 0    | 1       | Copa Libertadores da América de 1981 |
|          | 14 de julho de 1981    | Maracanã, Rio de Janeiro, Brasil         | 5–2       | Cerro Porteño     | 1    | 1       | Copa Libertadores da América de 1981 |
|          | 24 de julho de 1981    | Maracanã, Rio de Janeiro, Brasil         | 1–1       | Olimpia           | 0    | 0       | Copa Libertadores da América de 1981 |
|          | 7 de agosto de 1981    | Maracanã, Rio de Janeiro, Brasil         | 2–2       | Atlético Mineiro  | 0    | 0       | Copa Libertadores da América de 1981 |
|          | 11 de agosto de 1981   | Defensores del Chaco, Assunção, Paraguai | 4–2       | Cerro Porteño     | 1    | 0       | Copa Libertadores da América de 1981 |
|          | 14 de agosto de 1981   | Defensores del Chaco, Assunção, Paraguai | 0–0       | Olimpia           | 0    | 0       | Copa Libertadores da América de 1981 |
|          | 21 de agosto de 1981   | Serra Dourada, Goiânia, Brasil           | 0–0       | Atlético Mineiro  | 0    | 0       | Copa Libertadores da América de 1981 |
|          | 15 de setembro de 1981 | Maracanã, Rio de Janeiro, Brasil         | 2–0       | Boca Juniors      | 0    | 0       | Amistoso                             |
|          | 2 de outubro de 1981   | Pascual Guerrero, Cáli, Colômbia         | 1–0       | Deportivo Cali    | 0    | 0       | Copa Libertadores da América de 1981 |
|          | 13 de outubro de 1981  | Félix Capriles, Cochabamba, Bolívia      | 2–1       | Jorge Wilstermann | 1    | 0       | Copa Libertadores da América de 1981 |
|          | 23 de outubro de 1981  | Maracanã, Rio de Janeiro, Brasil         | 3–0       | Deportivo Cali    | 0    | 0       | Copa Libertadores da América de 1981 |
|          | 28 de outubro de 1981  | Maracanã, Rio de Janeiro, Brasil         | 4–1       | Jorge Wilstermann | 0    | 0       | Copa Libertadores da América de 1981 |
|          | 13 de novembro de 1981 | Maracanã, Rio de Janeiro, Brasil         | 2–1       | Cobreloa          | 0    | 0       | Copa Libertadores da América de 1981 |
|          | 20 de novembro de 1981 | Estádio Nacional, Santiago, Chile        | 0–1       | Cobreloa          | 0    | 0       | Copa Libertadores da América de 1981 |

## Títulos

### Como jogador
Flamengo
- Copa Punta Del Este: 1981
- Torneio Internacional de Nápoles: 1981
- Taça Guanabara: 1981
- Copa Libertadores da América: 1981
- Taça Sylvio Corrêa Pacheco: 1981
- Campeonato Carioca: 1981
- Copa Intercontinental: 1981